# Danh sách tập phim Pokémon: Sun & Moon
Pocket Monsters: Sun & Moon (ポケットモンスター サン&ムーン) hay còn được biết với tên tại Hoa Kỳ, Việt Nam và quốc tế là Pokémon the Series: Sun & Moon, là phần thứ sáu nằm trong xê-ri anime Pokémon dựa trên dòng trò chơi điện tử Pokémon sáng lập bởi Tajiri Satoshi, tiếp nối sau Pokémon: XY. Phần này kể về cuộc phiêu lưu của Satoshi và Pikachu khi họ đi đến vùng Alola, đến trường học Pokémon địa phương với các bạn cùng lớp mới là Suiren, Mao, Lilie, Mamane và Kaki. Tham gia vào các thử thách trên đảo và học cách sử dụng sức mạnh của Tuyệt Kỹ Z.
Xê-ri bắt đầu phát sóng từ ngày 17 tháng 11 năm 2016 đến ngày 3 tháng 11 năm 2019 trên TV Tokyo, Nhật Bản gồm tổng cộng 146 tập. Tại Mỹ, xê-ri được phát sóng trên Disney XD từ ngày 12 tháng 5 năm 2017 đến ngày 7 tháng 3 năm 2020, thay thế cho Cartoon Network sau khi xem trước hai tập đầu tiên được phát vào ngày 5 tháng 12 năm 2016. Được chia thành 3 mùa nhỏ bao gồm: Sun & Moon (mùa 20: từ tập 942 - 984), Sun & Moon - Ultra Adventures (mùa 21: tập 985 - 1033) và Sun & Moon – Ultra Legends (mùa 22: tập 1034 - 1087). Đây cũng là mùa đầu tiên được phát sóng trên kênh này ở Hoa Kỳ. Tại Việt Nam, 43 tập đầu tiên (tức là tương đương với mùa 20 theo phiên bản quốc tế) đã được phát sóng qua ứng dụng di dộng và sau đó đăng tải lên YouTube POPS Kids từ ngày 31 tháng 5 năm 2018 đến ngày 5 tháng 7 năm 2018, kênh Disney Channel Đông Nam Á đã phát toàn bộ phần này từ năm 2018 cho đến khi kênh đóng cửa vào cuối năm 2021. Phần này hiện chỉ còn trên Netflix ở Việt Nam từ đầu năm 2021, sau khi POPS Kids xóa toàn bộ loạt phim này.

## Danh sách tập
| Lưu ý | Lưu ý | Lưu ý | Lưu ý | Lưu ý | Lưu ý |
| --- | ----- | ----- | ----- | ----- | ----- |
| Tên một số tập phim bằng tiếng Việt trong bài viết này không phải là tên chính thức do bản dịch phát hành tại Việt Nam không đảm bảo về độ chính xác và tính thống nhất |       |       |       |       |       |

| STT# | STT#      | Tên tập phim | Ngày phát sóng        | Ngày phát sóng      |
| Toàn Xê-ri | Trong S&M | Tên tập phim | Gốc                   | Tiếng Việt          |
| --- | --------- | --- | --------------------- | ------------------- |
| 945 | 1         | "Alola! Hòn đảo đầu tiên, những Pokémon đầu tiên!!" "Arōra! Hajimete no shima, hajimete no Pokemon-tachi!!" (アローラ! はじめての島、はじめてのポケモンたち!!)                             | 17 tháng 11 năm 2016  | 6 tháng 6 năm 2018  |
| Satoshi, mẹ của anh ấy, Mimey và Pikachu đến đảo Melemele ở vùng Alola để du lịch và giao trứng Pokémon cho giáo sư Nariya Okido, em họ của giáo sư Okido. Trong khi khám phá các Pokémon mới, Satoshi và Pikachu tình cờ đến trường học Pokémon, nơi giáo sư Nariya Okido là hiệu trưởng. Tại đây họ đã gặp ba học sinh: Mao, Lillie, Mamane, và giáo sư Kukui. Trong khi Satoshi và Pikachu giúp bảo vệ trường học khỏi nhóm Đầu lâu, họ đã được gặp một học sinh khác, Kaki, thực hiện Tuyệt kỹ Z một cách điêu luyện với Pokémon của mình để xua đuổi nhóm Đầu lâu. Vào đêm trước khi Satoshi trở về, anh ấy đã được gặp Pokémon hộ vệ của đảo Melemele, Kapu-Kokeko, người đã theo dõi Satoshi chiến đấu ở trận chiến trước đó, và được thần hộ vệ tặng cho chiếc vòng Z giúp cho anh ấy có thể sử dụng tuyệt kỹ Z. Sau đó, được sự cho phép của mẹ, Satoshi quyết định ở lại vùng Alola và đăng kí vào trường học Pokémon để tìm hiểu thêm về những Pokémon khác ở đây. |           | |                       |                     |
| 946 | 2         | "Thần bảo hộ Kapu-Kokeko xuất hiện! Thách chiến, Tuyệt kỹ Z của chúng ta!!" "Mamorigami Kapu Kokeko tōjō! Chōsen, ore-tachi no Z-waza!!" (守り神カプ・コケコ登場! 挑戦、オレたちのZワザ!!) | 17 tháng 11 năm 2016  | 6 tháng 6 năm 2018  |
| Ngày đầu tiên ở trường Pokémon, giáo sư Kukui và các học sinh khác đã tổ chức một bữa tiệc bất ngờ để chào đón Satoshi, gồm các cuộc thi đấu Pokémon với các học sinh khác. Ngay sau đó, Kapu-Kokeko xuất hiện và thách đấu với Satoshi và Pikachu để kiểm tra khả năng sử dụng Tuyệt kỹ Z của họ. Satoshi và Pikachu cố gắng sử dụng Tuyệt kỹ "Lôi thần sấm", nhưng pha lê Z đã vỡ tan tành sau khi Pikachu giải phóng sức mạnh to lớn ấy. Để có lại được sức mạnh của Tuyệt kỹ Z, Satoshi quyết định tham gia thử thách đảo. |           | |                       |                     |
| 947 | 3         | "Chào Roto, Tớ là Rotom Zukan, Roto!" "Yorotoshiku, boku, Rotomu Zukan roto" (よロトしく、ボク、ロトム図鑑ロト!)                                                                           | 24 tháng 11 năm 2016  | 7 tháng 6 năm 2018  |
| Giáo sư Kukui tặng cho Satochi một "Rotom-dex", một Pokédex thông minh có khả năng nói tiếng người và cung cấp danh sách Pokémon cho Satoshi. Anh ấy bắt đầu tìm kiếm và bắt Pokémon đầu tiên của mình ở Alola, và đã tìm thấy một con Mimikkyu hoang dã. Nhưng việc bắt nó đã bị gián đoạn bởi nhóm Hỏa tiễn, những người đã đến hòn đảo theo lệnh của ông chủ để bắt Pokémon mới; Mimikkyu, vốn rất ghét Pikachu, đã đứng về nhóm Hỏa tiễn để chiến đấu với Pikachu của Satoshi. Trước khi trận chiến bắt đầu, nhóm Hỏa tiễn đã bị một con Kiteruguma mang đi. |           | |                       |                     |
| 948 | 4         | "Mokuroh xuất hiện! Thu phục Pokémon ở Alola!!" "Mokurō tōjō! Arōra de Pokemon getto da ze!!" (モクロー登場! アローラでポケモンゲットだぜ!!)                                               | 24 tháng 11 năm 2016  | 7 tháng 6 năm 2018  |
| Sau khi thất bại trong việc bắt Agojimushi, Satoshi bắt gặp Mokuroh sống trong tổ của Dodekabashi cùng một đàn Tsutsukera và Kerarappa. Sau khi Satoshi cho Mokuroh ăn, nó đã trả ơn bằng cách giúp anh ấy chiến đấu chống lại băng nhóm Hỏa tiễn. Sau cuộc chiến, Mokuroh quyết định đồng hành cùng Satoshi. Anh ấy đã có Pokémon đầu tiên ở vùng Alola. |           | |                       |                     |
| 949 | 5         | "Ashimari, bong bóng của cậu!" "Ashimari, ganbarūn!" (シマリ、がんバルーン!) | 1 tháng 12 năm 2016   | 8 tháng 6 năm 2018  |
| Satoshi giúp Suiren huấn luyện Ashimari tạo ra quả bong bóng nước đủ lớn để giúp mọi người có thể đi du lịch dưới biển. Trong một hoạt động câu cá của trường Pokémon, thú cưỡi Pokémon của trường đã bị bắt bởi nhóm Hỏa tiễn, chiêu Đuôi sắt của Pikachu đã giúp cho tất cả chúng nó được giải thoát, trong khi Ashimari tạo ra một quả bong bóng nước khổng lồ để cứu chúng không bị rơi xuống vách đá. |           | |                       |                     |
| 950 | 6         | "Togedemaru Chích Điện!!" "Biribiri chikuchiku Togedemaru!" (びりびりちくちくトゲデマル!)                                                                                                  | 8 tháng 12 năm 2016   | 8 tháng 6 năm 2018  |
| Satoshi và Mamane bị tách khỏi Pokémon của họ trong khi đi đến một trung tâm mua sắm ở địa phương, khi mà nhóm Hỏa tiễn vô tình kích hoạt hệ thống an ninh ở trung tâm mua sắm. Pikachu, Rotom và Togedemarubị mắc kẹt bên trong cùng nhóm Hỏa tiễn, trong khi Mamane đang đối mặt với nỗi sợ hãi lớn nhất của mình, bóng tối. Một cuộc đua đã xảy ra và kết thúc bằng một trận chiến Pokémon trên mái nhà. |           | |                       |                     |
| 951 | 7         | "Kẻ lang thang ngoài chợ, Nyabby!" "Ichiba no fūraibō Nyabī!" (市場の風来坊ニャビー!) | 15 tháng 12 năm 2016  | 9 tháng 6 năm 2018  |
| Nyabby, một Pokémon sau khi ăn trộm đồ ăn trưa của Satoshi tiếp tục gây rấc rối cho anh ta. Khi anh ta quyết định bắt nó, Satoshi đã hiểu được rằng tại sao nó lại hay lấy đồ ăn của người khác. Sau đó, Satoshi giúp Nyabby đối phó với một con Alola Persian xảo quyệt. |           | |                       |                     |
| 952 | 8         | "Ai sẽ chăm sóc quả trứng?" "Tamago-gakari wa dāre da?" (タマゴ係はだ～れだ?) | 22 tháng 12 năm 2016  | 9 tháng 6 năm 2018  |
| Lớp của Satoshi được giao nhiệm vụ chăm sóc một quả trứng Pokémon ở vùng Alola mới được phát hiện. Khi cả lớp đang cân nhắc xem ai sẽ đưa quả trứng về chăm sóc, Lillie đã xung phong chăm sóc quả trứng để vượt qua nỗi sợ hãi khi tiếp xúc Pokémon. Khi Satoshi và Lillie mang quả trứng về nhà, một con Yatoumori đã lén lút đi theo họ. Trong khi Satoshi và quản gia của Lillie, James, đang có một trận đấu tập Pokémon, Yatoumori đã tấn công Lillie và quả trứng. |           | |                       |                     |
| 953 | 9         | "Pokémon đầu đàn là Dekagoose!" "Nushi Pokemon wa Dekagūsu!" (ぬしポケモンはデカグース!)                                                                                                   | 5 tháng 1 năm 2017    | 10 tháng 6 năm 2018 |
| Satoshi gặp Hala, Kahuna của đảo Melemele, người tạo ra vòng Z. Là một phần trong Thử thách đảo của Satoshi, Hala giao nhiệm vụ cho anh là tìm ra giải pháp ngăn sự phá hoại của Koratta và Ratta mà không chiến đấu với chúng. Nhờ gợi ý của bạn bè, Satoshi quyết định tìm đến sự giúp đỡ của Youngoose và Dekagoose. Tuy nhiên, anh ấy phải đánh bại thủ lĩnh của chúng, một con Dekagoose rất lớn để thuyết phục chúng, trong khi thần hộ vệ của đảo, Kapu-Kokeko dõi theo họ. |           | |                       |                     |
| 954 | 10        | "Liệu có thể kích hoạt Tuyệt kỹ Z! Thách chiến Đại thử thách!!" "Deru ka Z-waza! Daishiren e no chōsen!!" (出るかZワザ! 大試練への挑戦!!)                                                  | 12 tháng 1 năm 2017   | 10 tháng 6 năm 2018 |
| Đã đến lúc Satoshi đối đầu với Hala để giành chiến thắng trong thử thách đảo đầu tiên ở Alola của mình bằng cách sử dụng pha lê Z mà Dekagoose đầu đàn tặng cho như một món quà. Sau trận chiến với Hala, ông ấy đã tặng cho pha lê Z hệ Giác đấu như phần thưởng cho việc xuất sắc đánh bại ông ấy. Nhưng sau đó Kapu-Kokeko đã trao đổi pha lê Z hệ Điện cho Satoshi. |           | |                       |                     |
| 955 | 11        | "Satoshi ghé thăm Kaki!" "Satoshi, kaki n chi ni iku!" (サトシ、カキんちに行く!) | 19 tháng 1 năm 2017   | 13 tháng 6 năm 2018 |
| Satoshi và Pikachu ghé thăm đảo Akala nơi Kaki và gia đình đang quản lí một trang trại ở đây. Nhóm Đầu lâu đã chặn Satoshi và Kaki khi họ đang giao một kiện hàng đặc biệt. |           | |                       |                     |
| 956 | 12        | "Buổi học ngoại khóa là Hidoide!?" "Kagai jugyō wa Hidoide!?" (課外授業はヒドイデ!?) | 2017 tháng 1 năm 2017 | 13 tháng 6 năm 2018 |
| Giáo sư Kukui cùng Satoshi và những học sinh khác đến bãi biển để tham gia một khóa học đặc biệt. Sau khi gặp một đàn Hidoide, cả nhóm chia nhau và đi tìm Pokémon. Satoshi, Pikachu và Rotom đang tìm kiếm các Pokémon để nghiên cứu thêm thì chạm trán nhóm Hỏa tiễn, những người đang chịu áp lực phải bắt Pokémon mới ở vùng Alola cho sếp. Một con Hidoide đã gây rắc rối cho Satoshi và Pokémon của anh ấy khi nó quyết định giúp nhóm Hỏa tiễn, một phần vì nó yêu Kojiro (do tưởng nhầm Kojiro là đồng loại của Hidoide). |           | |                       |                     |
| 957 | 13        | "Cuộc đua bánh kếp Alola!" "Arōra Pankēki dai rēsu!" (アローラパンケーキ大レース!) | 2 tháng 2 năm 2017    | 14 tháng 6 năm 2018 |
| Mao kể với Satoshi về cuộc đua bánh kếp Pokémon và gợi ý anh ấy nên tham gia. Satoshi đồng ý tham gia và đối thủ chính của anh ấy là cô phục vụ bánh kếp, Noa và Raichu của cô ấy, họ cũng chính là nhà vô địch cuộc thi năm trước. Trong cuộc đua, nhóm Hỏa tiễn, những người muốn giành giải nhất là một năm ăn bánh kếp miễn phí, đã cho Mimikkyu và một con robot có hình dáng của Kiteruguma do Nyasu và Sonans điều khiển. Mimikkyu bị loại vì dùng tuyệt chiêu Pokémon của mình để tấn công Pikachu và cũng vô tình khiến Amakaji và Ashimari bị loại. Robot Kiteruguma sau đó cũng tự hủy, và họ cuối cùng bị mang đi bởi con Kiteruguma thứ thiệt. Khi Pikachu và Raichu đang bị phân tâm, Pokémon của hiệu trưởng Okido, Nekkoara đã giành chiến thắng ở những giây cuối cùng. Pikachu và Raichu đồng hạng Nhì. Trong khi đó, trứng Pokémon của Lillie ở trường Pokémon đang có dấu hiệu chuẩn bị nở. |           | |                       |                     |
| 958 | 14        | "Kết tinh của dũng khí, Lilie và Rokon!" "Yūki no kesshō, Rīrie to Rokon!" (勇気の結晶、リーリエとロコン!)                                                                                 | 9 tháng 2 năm 2017    | 14 tháng 6 năm 2018 |
| Shiron, quả trứng mà Lillie chăm sóc, đã nở thành Rokon hình dạng Alola và quả trứng của thầy hiệu trưởng cũng nở thành một con Vulpix. Vulpix sau khi nở bắt đầu chơi với Pikachu, Togedemaru, Ashimari cùng với những Pokémon khác; trong khi Shiron thì phớt lờ những Pokémon khác. Cuối cùng, nó quyết định chọn Lillie làm người huấn luyện của mình và tự chui vào quả bóng Poké. Lillie quyết định dành nhiều thời gian với người bạn mới của mình và đi dạo cùng với Shiron, trong khi Satoshi và Mao lén lút đi theo sau họ. Nhóm Hỏa tiễn cũng bám theo họ và Lillie sớm bị họ dồn vào chân tường. Cô ấy cùng Shiron mặc dù cố gắng chiến đấu với nhau bằng cách sử dụng "Bụi tuyết" nhưng rốt cuộc phần thắng thuộc về nhóm Hỏa tiễn. May mắn thay, Satoshi và Mao đã đến giải cứu họ kịp lúc. Sau trận chiến, cuối cùng thì Lillie đã chiến thắng nỗi sợ của mình, dù chỉ mới có thể chạm được vào Shiron. |           | |                       |                     |
| 959 | 15        | "Đồi móng vuốt, Iwanko và Lugarugan!!" "Tsumeato no oka, Iwanko to Rugarugan!!" (爪あとの丘、イワンコとルガルガン!!)                                                                       | 23 tháng 2 năm 2017   | 15 tháng 6 năm 2018 |
| Satoshi và giáo sư Kukui nhận ra rằng con Iwanko của giáo sư thường biến mất vào buổi tối và trở lại vào sáng sớm với những chấn thương nghiêm trọng. Khi họ theo dõi nó, họ đã khám phá ra rằng Iwanko đang tập luyện ở một sàn huấn luyện Pokémon bí mật. Satoshi quyết định giúp đỡ Iwanko trong việc tập luyện, và Iwanko đã học được cách sử dụng chiêu "Ném đá". Sau khi Iwanko đánh bại được Boober, kẻ đã đánh bại nó lần trước, giáo sư Kukui đã giao Iwanko cho Satoshi chăm sóc. |           | |                       |                     |
| 960 | 16        | "Bộ ba bé nhỏ và cuộc phiêu lưu lớn!" "Chīsana san-biki, ōkina bōken!!" (小さな三匹、大きな冒険!!)                                                                                         | 2 tháng 3 năm 2017    | 15 tháng 6 năm 2018 |
| Trong khi huấn luyện trên bãi biển, Ashimari của Suiren và Mokuroh của Satoshi đã bị kẹt ở một trong những quả bong bóng của Ashimari, và đã bị một cơn gió rất mạnh thổi bay đi. Mokuroh dùng mỏ của mình để giúp cả hai cùng thoát ra ngoài, nhưng vô tình rơi xuống căn cứ bí mật của nhóm Hỏa tiễn. Nyasu và Hidoide truy đuổi chúng, nhưng chúng đã được Nyabby giải cứu. Trong khi Satoshi, Suiren và Mao đang tìm kiếm Mokuroh và Ashimari, Nyabby đưa chúng về nơi ở của nó, cũng là nơi ở của một con Mooland già. Mooland yêu cầu Nyabby giúp những Pokémon bị lạc quay về với những người huấn luyện của chúng, nhưng chính chúng cũng bị nhóm Hỏa tiễn săn lùng. |           | |                       |                     |
| 961 | 17        | "Thám tử Alola Rotom! Bí ẩn viên pha lê bị mất tích!!" "Arōra tantei rotomu! Kieta kurisutaru no nazo!!" (アローラ探偵ロトム! 消えたクリスタルの謎!!)                                      | 9 tháng 3 năm 2017    | 16 tháng 6 năm 2018 |
| Pha lê Z hệ Điện của Satoshi bị mất tích. Rotom, người rất hâm mộ chương trình truyền hình trinh thám vùng Alola, đã thử làm một tham tử, đi cùng với chú là Pikachu với tư cách trợ lý. Rotom cũng đã được cập nhật thêm chức năng quay video mới trong cuộc điều tra. Trong thời gian điều tra, Satoshi và những bạn học của cậu ấy cố gắng ngăn cản Kaki, người đeo vòng Z khác, biết về sự mất tích của pha lê Z vì sợ anh ta nổi điên. |           | |                       |                     |
| 962 | 18        | "Thật chứ!? Đại tác chiến nấu ăn của Mao!" "Maji~i!? Mao no o ryōri dai sakusen!!" (マジィ!?マオのお料理大作戦!!)                                                                          | 16 tháng 3 năm 2017   | 16 tháng 6 năm 2018 |
| Mao mời các bạn của đến nhà hàng của cô ấy để thưởng thức món thịt hầm huyền thoại phiên bản Alola mà cô vừa làm. Không may, việc cô sử dụng chiêu "Sốc điện" của Pikachu đã làm cho món hầm ngon như cô mong muốn. Sau một hồi suy nghĩ, hóa ra cô ấy đã thiếu một nguyên liệu chế biến quan trọng cho món hầm là Mật hoa vàng. Satoshi và Pikachu cùng với Mao đi tìm kiếm một ít Mật hoa vàng cho món ăn. Kế hoạch của họ là tìm kiếm Odoridori trước tiên vì chúng biết nơi Mật hoa vàng mọc, nhưng việc tìm chúng thật không dễ dàng. Trong khi đó, Mokuroh của Satoshi dường như đang nảy sinh tình cảm với Amakaji nhưng không được đáp lại. Nhóm Hỏa tiễn đã quay lại một lần nữa, nhưng lần này mục tiêu của họ không phải bắt Pikachu mà là lấy hết Mật hoa vàng. Dù vậy, sự xuất hiện của họ đã góp phần giúp cho Amakaji tiến hóa thành Amamaiko và chính nó đã "tặng" cho họ một cú tát trời giáng. |           | |                       |                     |
| 963 | 19        | "Tập huấn điện kích! Tái chiến Kapu-Kokeko!!" "Dengeki mō tokkun! Kapu Kokeko to no saisen!!" (電撃猛特訓!カプ・コケコとの再戦!! bbb)                                                      | 23 tháng 3 năm 2017   | 17 tháng 6 năm 2018 |
| Satoshi đang hăng say tập luyện để chuẩn bị cho cuộc tái đấu với Kapu-Kokeko, thần hộ vệ của đảo Melemele. Mamane đã giúp đỡ họ bằng những phương pháp khoa học và đạt được kết quả ngoài sức tưởng tượng. Khóa tập luyện ấy cũng thu hút sự chú ý của Kapu-Kokeko, đối thủ chính của Satoshi. Kapu-Kokeko thách đấu Satoshi và Pikachu với sự quan tâm của cả trường học Pokémon. |           | |                       |                     |
| 964 | 20        | "Satoshi và Pikachu, lời hứa của cả hai" "Satoshi to Pikachū, futari no yakusoku" (サトシとピカチュウ、二人の約束)                                                                         | 6 tháng 4 năm 2017    | 17 tháng 6 năm 2018 |
| Theo lời kể của một người bán hàng ở địa phương, Satoshi và Pikachu đã chèo thuyền Kayak đến hòn đảo Kho báu, nơi có rất nhiều Pokémon hoang dã. Sau khi theo dõi một nhóm Makenkani, đi theo Abuly đến một đồng cỏ đầy Pokémon bọ thân thiện và vui vẻ với một nhóm Nassy hình thái Alola, họ đã bị tấn công bởi một nhóm Kosokumushi và bị lấy đi tất cả đồ ăn nhẹ mà họ mang theo. Khi Satoshi và Pikachu chuẩn bị về nhà, họ tìm thấy một con Kosokumushi đang bị mắc kẹt bên trong một cái hang đã bị chặn lối vào. Nhờ sự giúp đỡ của Nassy, họ đã giải cứu được Kosokumushi, nó cảm ơn họ và quay trở về đàn. Tại đây, Satoshi và Pikachu được gặp một thần hộ vệ Đảo khác, Kapu-Tetefu, người đã chữa lành đôi tay bầm tím của cậu. |           | |                       |                     |
| 965 | 21        | "Nyabby, bắt đầu chuyến hành trình!" "Nyabī, tabidachi no toki!" (ニャビー、旅立ちの時!)                                                                                                   | 6 tháng 4 năm 2017    | 20 tháng 6 năm 2018 |
| Satoshi và Pikachu tình cờ gặp lại Nyabby, nhưng lần này có điều gì đó không ổn với người bạn của nó, Mooland. Satoshi cõng Mooland đến trung tâm Pokémon, nơi họ biết được rằng Mooland không có vấn đề gì nghiêm trọng về sức khỏe, nhưng nó đã rất già và cô y tá Joy không có cách gì để giúp nó. Nyabby và Mooland trốn khỏi trung tâm Pokémon và trở về với tổ ấm của chúng ở ven bờ sông, nơi Mooland đã lặng lẽ ra đi. Khi nhận ra người bạn tri kỉ của mình đã ra đi, Nyabby rất đau khổ và không muốn nhận sự giúp đỡ từ những người khác. Sau khi Nyabby chấp nhận sự việc đã xảy ra, Satoshi đề nghị Nyabby tham gia cùng mình, nhưng trước khi nhận lời, nó muốn thử sức anh ta bằng cách chiến đấu với Pikachu. Trận chiến kết thúc bằng một kết quả hòa, và Nyabby quyết định đồng hành cùng với Satoshi. Nyasu của nhóm Hỏa tiễn, cảm động với câu chuyện về cuộc đời của Nyabby, đã theo dõi nó và hài lòng khi biết Nyabby đã có bạn đồng hành mới và có một cuộc sống mới. |           | |                       |                     |
| 966 | 22        | "Cẩn thận với cái xẻng!!!" "Sukoppu ni yōchūi!!!" (スコップに要注意!!!) | 13 tháng 4 năm 2017   | 20 tháng 5 năm 2018 |
| Trong khi huấn luyện với Nyabby đang gặp khó trong việc sử dụng "Nanh lửa", Satoshi đã vô tình hứng chịu cơn nổi giận của Sunaba khi "Ném đá" của Iwanko hất chiếc xẻng khỏi đầu nó. Satoshi thử hoán đổi vị trí của Rotom với cây xẻng nhưng chỉ làm cho tình hình trở nên tệ hơn. Thậm chí chính việc ấy đã giúp cho Sunaba tiến hóa thành Sirodethna và nó đã nuốt chửng Satoshi và cả Nyabby khi nó đang cố gắng giải cứu Satoshi. Với việc cả Nyabby và Rotom đều trở nên yếu đi do Sirodethna hút sức mạnh của chúng, giờ đây các bạn của họ phải ra sức giải cứu họ trước khi mọi chuyện tồi tệ hơn. |           | |                       |                     |
| 967 | 23        | "Cú sốc! Dugtrio tan rã?" "Shōgeki! Dagutorio kaisan?!" (衝撃! ダグトリオ解散!?) | 20 tháng 4 năm 2017   | 21 tháng 6 năm 2018 |
| Satoshi và bạn của anh ấy rất hào hứng khi được gặp DJ Leo, một nhạc sĩ địa phương và là người bạn cũ của giáo sư Kukui. DJ Leo là người chơi nhạc cùng với bộ ba Dugtrio hình thái Alola. Sau khi nhóm có thêm một thành viên mới là Digda, chúng đã tranh cãi xem ai sẽ đứng ở vị trí trung tâm, nhóm có nguy cơ bị tan rã. Tận dụng thời cơ ấy, nhóm Hỏa tiễn đã bắt cóc Dugtrio. |           | |                       |                     |
| 968 | 24        | "Alola! Buổi dự giờ đầu tiên!!" "Arōra! Hajimete no jugyō sankan!!" (アローラ! はじめての授業参観!!)                                                                                       | 27 tháng 4 năm 2017   | 21 tháng 6 năm 2018 |
| Khi trường Pokémon tổ chức ngày Tham quan, mẹ của Satoshi, Hankako và Pokémon của cô ấy, Mimey, cũng tham gia ngày hội ấy. Hanako luôn làm cho mọi người say mê cô ấy, kể cả Pokémon của Satoshi, đặc biệt là Nyabby. Để chuẩn bị cho ngày hội, Satoshi chuẩn bị cho bài báo cáo mà anh ấy phải thuyết trình trước mặt những bạn cùng lớp, những người tham quan và chính mẹ của anh ấy. Khi nhóm Đầu lâu phá hoại buổi lễ bằng cách chọc phá Kentauros và gây ra hỗn loạn, Satoshi và mẹ của anh ấy đã phối hợp cùng nhau để dập tắt hỗn loạn. |           | |                       |                     |
| 969 | 25        | "Trấn chiến giành Pha lê! Đội Hỏa Tiễn VS Băng Đầu Lâu!!!" "Kurisutaru sōdatsu-sen! Roketto-dan tai Sukaru-dan!!" (クリスタル争奪戦! ロケット団対スカル団!!)                               | 4 tháng 5 năm 2017    | 22 tháng 6 năm 2018 |
| Khi nhóm Hỏa tiễn thấy Satoshi và Kaki biểu diễn tuyệt kỹ Z của họ, họ đã lên kế hoạch tìm kiếm pha lê Z cho riêng mình. Trong khi tìm kiếm, nhóm Hỏa tiễn chạm trán với nhóm Đầu lâu. Cả hai nhóm đều cùng tìm thấy Pha lê Z hệ Bóng tối được gắn trong một tảng đá lớn. Vấn đề của họ là tảng đá ấy là hang ổ của Ratta và Rattata từ trước. Hai nhóm cạnh tranh quyết liệt để giành được pha lê Z và phần thắng thuộc về nhóm Hỏa tiễn, nhưng họ sớm nhận ra tìm được nó là một chuyện, cách sử dụng được nó lại là một chuyện hoàn toàn khác. |           | |                       |                     |
| 970 | 26        | "Tạm biệt Mamane!" "Sayonara Māmane!" (さよならマーマネ!) | 11 tháng 5 năm 2017   | 22 tháng 6 năm 2018 |
| Gia đình của Mamane có dự định chuyển nhà, nên Mamane có thể phải chia tay trường học Pokémon và tất cả bạn bè của anh ấy. Mặc dù anh ấy cố giấu đi việc chuyển nhà, nhưng bạn học của cậu thấy Mamane và Togedemaru rất buồn rầu. Sau đó, Satoshi và bạn bè của anh ấy đã tổ chức tiệc chia tay để Mamane cảm thấy vui vẻ trước khi đi. Tuy nhiên, khi Mamane nhận ra sai lầm của cậu ấy, cậu trở nên khó xử để nói với bạn bè của mình. |           | |                       |                     |
| 971 | 27        | "Tiến lên! Ánh mắt đỏ thẫm của Lugarugan!!" "Ide yo! Akaki manazashi Rugarugan!!" (出でよ! 紅き眼差しルガルガン!!)                                                                         | 18 tháng 5 năm 2017   | 23 tháng 6 năm 2018 |
| Một người huấn luyện sở hữu viên pha lê Z tên Glazio cùng với Lugarugan có đôi mắt màu đỏ rực lửa đã đến đảo Melemele. Sau khi thấy họ chiến đấu, Satoshi đã tự tin thách đấu Glazio cùng với Lugarugan của anh ấy. Tuy nhiên, Satoshi đã hoàn toàn bất ngờ khi Lillie xuất hiện và gọi Glazio là anh trai. Ban đầu Glazio tỏ ra lạnh lùng với em gái mình và từ chối nhận lời thách đấu của Satoshi. Sau khi biết Satoshi đã từng chiến đấu với những Thần hộ vệ của đảo và được chính Kapu-Kokeko tặng cho pha lê Z, Glazio đã nhờ Blacky gửi lời nhắn đồng ý lời thách đấu của Satoshi. Trận đấu diễn ra giữa Lugarugan của Glazio và Iwanko của Satoshi. Tuy nhiên họ lại phải sát cánh chiến đấu cùng nhau khi họ bị nhóm Hỏa tiễn đến bắt trộm Pokémon. |           | |                       |                     |
| 972 | 28        | "Trận đấu bóng chày Poké mãnh liệt! Một cú Home Run lội ngược dòng!!" "Nettō Pokebēsu! Nerae gyakuten hōmuran!!" (熱闘ポケベース! ねらえ逆転ホームラン!!)                                  | 25 tháng 5 năm 2017   | 23 tháng 6 năm 2018 |
| Bóng chày Pokémon, một phiên bản của môn bóng chày khi mà cả Pokémon và người huấn luyện đều tham gia, trò chơi rất thịnh hành ở vùng Alola, đương nhiên cả Satoshi và bạn của anh ấy đều rất hâm mộ. Giáo sư Kukui, thầy hiệu trưởng trường Pokémon Nariya Ōkido và ngôi sao bóng chày Pokémon Olu'olu đóng vai trò là giám khảo trong trận đấu giữa các học sinh (Satoshi, Pikachu, Mamane, Togedemaru, Suiren và Ashimari đấu với Kaki, Bakugames, Mao, Amamaiko, Lillie cùng với Shiron). Sau khi Nyasu bị "ăn" một quả bóng homerun của Suiren, Musashi, người rất hâm mộ Olu'olu bởi nhan sắc của anh ấy, đã lôi cả nhóm Hỏa tiễn vào trận đấu với các học sinh, phần thưởng cho đội thắng là chữ ký của Olu'olu. Đây là trận đấu đầy gay cấn giữa Satoshi, Pikachu, Iwanko, Kaki, Olu'olu và pokémon của anh ấy Kabigon với nhóm Hỏa tiễn gồm các thành viên Kojiro, Hidoide, Musashi, Sonans, Mimikkyu và Nyasu. |           | |                       |                     |
| 973 | 29        | "Bạn cũng định ngủ ở rừng Nemashu?" "Nemashu no mori de anata mo nemashu?" (ネマシュの森であなたも寝ましゅ?)                                                                               | 8 tháng 6 năm 2017    | 24 tháng 6 năm 2018 |
| Satoshi cùng các bạn cắm trại qua đêm ở một khu rừng. Trong chuyến đi, Suiren đã khiến tất cả sợ hãi khi kể câu chuyện về một du khách bị mất hết năng lượng trong khi anh ta đang ngủ. Suiren và bạn bè của cô ấy không biết rằng chính họ đang bị một con Pokémon bí ẩn theo dõi. Từng người một, đều bị tấn công, làm ngất xỉu và bị rút hết năng lượng, ngoại trừ Lillie. Hóa ra, thủ phạm chính là Nemasyu, nên Satoshi tìm cách để cho nó có thể hút năng lượng từ chính mình mà không làm hại anh, sau đó họ mới biết được lí do tại sao Nemasyu lại cần rất nhiều năng lượng đến vậy. |           | |                       |                     |
| 974 | 30        | "Lillie, chăm sóc tốt cho Pikachu nhé!" "Rīrie, Pikachū o kawaigatte agete ne!" (リーリエ、ピカチュウをかわいがってあげてね)                                                               | 15 tháng 6 năm 2017   | 24 tháng 6 năm 2018 |
| Là một phần của bài tập ở lớp, mỗi học sinh phải chăm sóc Pokémon của người khác trong một tuần. Pikachu ở với Lillie trong căn biệt thự của cô ấy, do cô ấy quyết tâm vượt qua nỗi sợ Pokémon của mình, nên cô ấy đã dùng phương pháp của Satoshi để có được sự tin tưởng của Pikachu. Ở nhà của Suiren, Bakugames đang gặp rắc rối với hai người em song sinh của cô ấy, trong khi Mao cũng gặp chút rắc rối với Togedemaru khi làm việc tại nhà hàng của gia đình cô ấy. Các thí nghiệm của Mamane với Amamaiko cũng không cho ra kết quả tốt, nhưng cậu ấy đã tìm ra sức mạnh mới của nó. Tại trang trại của gia đình, Kaki nhờ Ashimari chăm sóc em gái của mình, nhưng sau đó biết được rằng Pokémon hệ Nước như Ashimari là chìa khóa để giải quyết rắc rối với lũ Kentauros. Shiron lúc đầu tỏ ra lạnh nhạt với Satoshi nhưng sau đó đã trở nên vui vẻ khi cùng cậu ấy tham gia vào buổi huấn luyện Pokémon của mình. |           | |                       |                     |
| 975 | 31        | "Lychee xuất hiện! Khóc và cười, Đảo Hậu!!" "Raichi tōjō! Naitewaratte, shima kuīn!!" (ライチ登場! 泣いて笑って、島クイーン!!)                                                             | 22 tháng 6 năm 2017   | 27 tháng 6 năm 2018 |
| Lychee, Đảo vương của đảo Akala, và Lugarugan của cô ấy đã có mặt kịp thời để ngăn chặn cuộc chiến giữa Lizardon của Kaki và Kentauros. Cô ấy đã làm mê hoặc tất cả Pokémon, kể cả Nyabby. Cả lớp cùng với giáo sư Kukui cùng đến đảo Akala để tham gia một lớp học đặc biệt dưới sự hướng dẫn của Lychee. Trên đường đi, họ đã gặp rất nhiều chủng loại Pokémon trên biển. Sau khi Satoshi, Pikachu cùng Lychee lặn xuống biển, họ đã phát hiện một con Hoeruko bị kẹt trong một khe đá đã được Hagigishiri tạo ra. Nhiệm vụ của cả nhóm bây giờ là vừa phải giải cứu Hoeruko, vừa phải chiến đấu chống Hagigishiri cùng một lúc. |           | |                       |                     |
| 976 | 32        | "Phát hiện kho báu! Mooland tìm kiếm!!" "Otakara hakken! Mūrando sāchi!!" (お宝発見! ムーランドサーチ!!)                                                                                   | 29 tháng 6 năm 2017   | 27 tháng 6 năm 2018 |
| Là một phần trong chuyến đi đặc biệt do Lychee tổ chức tại đảo Akala, nhóm Satoshi được cử đi săn tìm kho báu trên khắp hòn đảo, đồng hành với họ là những con Mooland, mỗi con đều có những tính cách khác nhau: Mooland của Satoshi thì cực kì thân thiện và có phần hơi nhiệt tình, còn Mooland của Suiren thì không có vẻ thích cô ấy, Lillie thì thậm chí không thể kết bạn với Mooland do cô ấy vẫn còn sợ Pokémon. Vòng đầu tiên, Satoshi tìm được 3 viên đá quý, Mao tìm được những cây nấm khổng lồ, Kaki phát hiện ra hóa thạch rất lớn, Suiren và Mamane vẫn chưa tìm được gì trong khi Lillie vẫn còn đang cố gắng thuần phục Mooland của cô ấy. Ở vòng tiếp theo, Suiren và Ashimari chạm trán với một Pokémon hoang dã hung dữ và đã bị đánh bại bởi Mooland của họ, trong khi Satoshi suýt bị tấn công bởi Isitsubute khi nhầm lẫn nó với hóa thạch, Mao thì tìm được trái cây khổng lồ, còn Kaki lại tìm thấy một hóa thạch khác, Mamane dùng công nghệ của mình để tìm mảnh thiên thạch, Lillie sau khi gặp khó khăn ở vòng đầu tiên thì ở vòng này cô đã tìm thấy một cục kim loại có thể chế tạo thành chiếc vòng Z, nhờ đó cô ấy đã trở thành người chiến thắng của trò chơi. Cuối cùng sau nhiều khó khăn, Lillie đã dùng kinh nghiệm của mình lần trước với Shiron và Pikachu để vượt qua nỗi sợ và làm bạn với Mooland. |           | |                       |                     |
| 977 | 33        | "Yowashi mạnh mẽ, thủ lĩnh ao hồ!" "Yowashi tsuyoshi, ike no nushi!" (ヨワシ強し、池のぬし!)                                                                                               | 6 tháng 7 năm 2017    | 28 tháng 6 năm 2018 |
| Do là ngày nghỉ, nên Satoshi đã đi câu Pokémon cùng với Suiren, nhưng có thể họ câu được nhiều hơn vì đầm nước mà họ câu là nơi mà Pokémon đầu đàn hệ Nước sống. Nếu điều này đúng, Suiren sẽ quyết tâm chiến đấu với nó. Trong khi đó, Kaki cùng cả nhóm bạn còn lại đến trang trại của gia đình cậu (nơi họ quan tâm đến sản phẩm hơn là phụ giúp cậu). Nhóm Hỏa tiễn cũng không may mắn trong việc bắt Pokémon đầu đàn hệ Nước, nhất là khi họ bị làm phiền bởi Kiteruguma. |           | |                       |                     |
| 978 | 34        | "Trận hỏa chiến! Garagara xuất hiện!!" "Honō no batoru! Garagara arawaru!!" (炎のバトル! ガラガラあらわる!!)                                                                               | 20 tháng 7 năm 2017   | 28 tháng 6 năm 2018 |
| Satoshi cùng bạn bè của cậu ấy đến lễ hội núi lửa Wela, nơi Garagara hình thái Alola xuất hiện và nhận "vương miện Wela", thứ được cho có thể khiến Pokémon trở nên mạnh mẽ hơn. Satoshi và Kaki cố gắng đuổi theo nó, dẫn đến một cuộc chiến khốc liệt giữa Garagara và Bakugames, nhưng mặc dù họ sử dụng đến tuyệt kỹ Z, Bakugames vẫn bị đánh bại. Kaki đã suy sụp sau trận đấu, tuy nhiên Satoshi và Bakugames đã đến và an ủi anh ấy. Ngày hôm sau, Kaki và Bakugames lại chạm trán với Garagara, nhưng không như lần trước, lần này họ đã thắng. Garagara sau đó đã trao trả lại vương miện và thậm chí xin gia nhập đội của Kaki để nâng tầm bản thân hơn và để đánh bại đối thủ của mình: Bakugames. |           | |                       |                     |
| 979 | 35        | "Trận chiến cà ri! Vũ điệu của Lalantes!!" "Karē-na batoru! Rarantesu no mai!!" (カレーなバトル! ラランテスの舞!!)                                                                         | 27 tháng 7 năm 2017   | 29 tháng 6 năm 2018 |
| Lychee và giáo sư Kukui cử cả lớp đi tìm nguyên liệu cho món cà ri Alola, họ được chia làm 2 nhóm. Nhóm của Satoshi và Mao nhận thấy nhiệm vụ của họ khó khăn hơn họ tưởng, khi họ phải lần lượt vượt qua Karikiri, Parasect và Digda hình thái Alola. Cuộc tìm kiếm nguyên liệu của họ đã dẫn đến cuộc chạm trán với Pokémon đầu đàn Lalantes. Satoshi và Pokémon của cậu giờ đây phải chiến đấu chống lại Lalantes và cộng sự Powalen của nó, nhưng chính cuộc chiến này đã dẫn họ đến một bất ngờ lớn khác! |           | |                       |                     |
| 980 | 36        | "Đại thử thách của Lychee! Trận chiến Pokemon khó khăn nhất!!" "Raichi no dai shiren! Ichiban hādona Pokemon shōbu!!" (ライチの大試練! 一番ハードなポケモン勝負!!)                         | 3 tháng 8 năm 2017    | 29 tháng 6 năm 2018 |
| Đã đến lúc Satoshi, lúc này được trang bị thêm pha lê Z hệ Cỏ, đối đầu với vị Chúa đảo Akala Lychee trong Thử thách Đảo, và Iwanko muốn chiến đấu với Lugarugan cả trước khi Thử thách Đảo bắt đầu. Đây sẽ là trận đấu đôi; Lychee chọn Dainose và Lugarugan, trong khi Satoshi chọn Mokuroh đồng hành cùng với Iwanko. Trận đấu rất căng thẳng khi cả hai đều sử dụng Tuyệt kỹ Z của mình. Với tuyệt kỹ Z hệ Cỏ mới "Khai hoa bộc phá quang", Mokuroh đã đánh bại Dainose, nhưng sau đó điều không ngờ đã xảy đến: Iwanko muốn chiến đấu với Lugarugan dữ dội đến mức tấn công cả Mokuroh khi Satoshi nhờ Mokuroh giúp đỡ nó. Iwanko kinh hoàng với hành động của mình, nhưng Satoshi đã tha thứ và động viên nó, nhờ đó nó đã đánh bại Lugarugan. Sau trận đấu, Lychee tặng cho Satoshi viên pha lê Z hệ Đá và bảo rằng Iwanko của cậu ấy sẽ sớm tiến hóa. Kapu-Tetefu xuất hiện để tôn vinh Satoshi và Iwanko. |           | |                       |                     |
| 981 | 37        | "Iwanko và vị thần giám hộ của tàn tích sự sống!" "Iwanko to inochi no iseki no mamorigami!" (イワンコといのちの遺跡の守り神!)                                                             | 10 tháng 8 năm 2017   | 30 tháng 6 năm 2018 |
| Iwanko, lúc này đang có dấu hiệu chuẩn bị tiến hóa, đã tự đi một mình trong đêm đến thách đấu thần Hộ vệ của đảo Akala: Kapu-Tetefu nhưng bị đánh bại dễ dàng. Satoshi và Pikachu sau khi phát hiện Iwanko biến mất đã lập tức đi tìm nó và tìm thấy nó, nhưng nó đã tấn công cậu ấy. Xấu hổ, Iwanko đã bỏ đi. Sáng hôm sau, mọi người đều tham gia cuộc tìm kiếm Iwanko, kể cả Lugarugan của vị Chúa đảo Lychee. Iwanko đã được tìm thấy bởi cả hai Lugarugan của Lychee và Glazio trong tình trạng bị thương rất nặng và Iwanko được đưa đến Tàn tích của Sự sống. Satoshi, Lychee và giáo sư Kukui đến vừa kịp lúc để ngăn cuộc chiến giữa Kapu-Tetefu và hai Lugarugan. Bằng năng lượng thu được từ Satoshi và Lugarugan, Kapu-Tetefu đã chữa lành vết thương cho Iwanko, để rồi sau đó nó tiến hóa thành Lugarugan dạng Hoàng hôn. |           | |                       |                     |
| 982 | 38        | "Lớp ngụy trang của Mimikyu!" "Mimikkyu no bake no kawa" (ミミッキュのばけのかわ!) | 17 tháng 8 năm 2017   | 30 tháng 6 năm 2018 |
| Satoshi và bạn của anh ấy đã trở về đảo Melemele, và họ đã được "chào đón" bởi nhóm Hỏa tiễn bằng cách cố đánh cắp Pikachu một lần nữa! Mặc dù tuyệt kỹ Z mới "Hủy thiên nhiệt địa nham" của Lugarugan thất bại, nhưng họ đã đánh bại được nhóm Hỏa tiễn nhờ tuyệt kỹ Z của Kaki. Tuy nhiên lần này họ không được Kiteruguma đỡ như thường lệ nên họ bị tách ra, Musashi và Mimikkyu rơi xuống khu trung tâm mua sắm. Lớp ngụy trang của Mimikkyu bị hỏng nặng, nên Musashi đã lấy túi giấy làm lớp ngụy trang tạm thời trong khi cô tìm lớp ngụy trang mới khác. Trong khi đó Kojiro, Nyasu và Sonans đang tìm kiếm đồng đội thất lạc, còn Satoshi và Lugarugan đang tìm cách làm chủ tuyệt kỹ Z "Hủy thiên nhiệt địa nham" của mình. Musashi cuối cùng đã có thể sửa được lớp ngụy trang Pikachu của Mimikkyu, nhưng lớp ngụy trang ấy cùng với chiếc bánh rán của cô đã bị lấy cắp bởi một bầy Yamikarasu. Kojiro, Nyasu và Sonans đã gặp lại được Musashi khi cô ấy vừa mới lấy lại được lớp ngụy trang và chiếc bánh rán. Bầy Yamikarasu giận dữ ấy quay lại để trả thù, nhưng Mimikkyu với lớp hóa trang của mình đã đánh bại chúng. Sau sự kiện ấy, tin rằng tình bạn giữa Musashi và Mimikkyu trở nên khăng khít hơn, họ đã thách đấu với Satoshi một lần nữa. Nhưng lần này, nhờ làm chủ được tuyệt kỹ Z mới nên Satoshi đã dễ dàng thổi bay họ. Không như lần trước, lần này Kiteruguma đã đến để giải cứu nhóm khỏi rơi xuống. |           | |                       |                     |
| 983 | 39        | "Mao bỏ nhà đi và Yareyutan!" "Iede no Mao to Yareyūtan!" (家出のマオとヤレユータン!) | 24 tháng 8 năm 2017   | 1 tháng 7 năm 2018  |
| Một đoàn quay phim đã đến nhà hàng của Mao, bên ngoài là chiếc xe bán đồ ăn của nhóm Hỏa tiễn đang ế ẩm. Tuy nhiên, khi cha của Mao giao quá nhiều việc cho cô ấy và không đánh giá cao sau những nỗ lực của cô, Mao đã mất bình tĩnh và bỏ đi, Amamaiko đã đuổi theo cô ấy. Như thường lệ, nhóm Hỏa tiễn nhìn thấy cơ hội đến và đuổi theo họ. Khi Mao ngất đi sau một cú ngã, Yareyuutan tìm thấy đã tìm thấy và chăm sóc cô. Trong khi người cha của cô hối hận vì những gì đã làm, liền đi tìm cô, thì nhóm Hỏa tiễn đã bắt được Amamaiko. Nhờ Yareyuutan, Amamaiko được giải thoát, cả hai đều sát cánh chiến đấu chống lại băng Hỏa tiễn. Kiteruguma xuất hiện, nhưng nó và Yareyuutan từ chối chiến đấu với nhau, nên nhóm Hỏa tiễn lại bị mang đi lần nữa bởi Kiteruguma. Khi cha của Mao và nhóm tìm kiếm đến nơi, cả hai cha con đều làm hòa với nhau và Mao biết được rằng Yareyuutan chính là người thầy dạy nấu ăn cho cha mình! |           | |                       |                     |
| 984 | 40        | "Ashimari, Oshamari, Dadarin nổi giận!" "Ashimari, Oshamari, ikari no Dadarin!" (アシマリ、オシャマリ、いかりのダダリン!)                                                                  | 31 tháng 8 năm 2017   | 1 tháng 7 năm 2018  |
| Suiren và Ashimari đang tập luyện để làm chủ tuyệt kỹ Z "Đại thủy lưu long quyển", nhưng vẫn chưa thành công, và Suiren đang dần trở nên chán nản. Suiren, Mao và Satoshi gặp Osyamari và huấn luyện viên của nó, Ia. Ia sở hữu một chiếc vòng Z với một viên pha lê Z hệ Nước bên trong, và cô cùng Osyamari có thể sử dụng tuyệt kỹ Z "Đại thủy lưu long quyển". Suiren cầu xin Ia chỉ dạy cho mình. Ia và Osyamari đang giúp bạn trai của họ, Kanoa, tìm kiếm một viên ngọc hình giọt nước rất quý hiếm có thể nằm trong xác một con tàu bị chìm, và nhóm bạn của Satoshi cùng Pokémon của họ cũng tham gia. Khi băng Hỏa tiễn cố gắng đánh cắp kho báu, họ đã chọc giận con Dadarin và lừa nó tấn công tàu của Kanoa. Khi Osyamari bị đánh bại và Dadarin đang tạo ra một vòng xoáy chết chóc, Suiren và Ashimari đã sử dụng thành công tuyệt kỹ Z "Đại thủy lưu long quyển" để đánh bại Dadarin. Cuối hành trình, Kanoa đã tìm thấy viên ngọc quý hiếm ấy và tặng cho Ia. |           | |                       |                     |
| 985 | 41        | "Xông vào, Denjimushi!" "Dasshu! Dendimushi" (ダッシュ! デンヂムシ) | 7 tháng 9 năm 2017    | 4 tháng 7 năm 2018  |
| Mamane tham gia một cuộc đua đặc biệt: một chiếc ô tô thu nhỏ sẽ được gắn lên người Dendimushi và sẽ do chính nó điều khiển, và nó sẽ đối đầu với những con Dendimushi để giành ngôi vô địch. Satoshi và Kaki cũng đến để giúp Mamane: Satoshi đóng vai trò là người dẫn đường, trong khi Kaki là thợ máy. Lúc đầu Dendimushi hầu như không thể tạo ra đủ năng lượng để ô tô chạy nhanh hơn, nhưng nhờ sự giúp sức của Mamane, Satoshi và Kaki nên nó đã có thể tạo ra nhiều năng lượng hơn và chạy nhanh hơn. Vào ngày đua, họ chạm trán với một đội có thái độ rất kiêu ngạo, và họ mang theo một Dendimushi được trang bị rất ngầu. Nhóm Hỏa tiễn cũng tham gia giải đua ấy, với Kojiro là người dẫn đường, Musashi là người theo dõi, còn Sonans và Hidoide làm thợ máy, trong khi Nyasu đóng giả làm Dendimushi. Cuộc đua có 3 giai đoạn: địa hình đá, địa hình sa mạc và cuối cùng là địa hình ở khu vực đô thị, mỗi địa hình đều có chướng ngại vật. Trải qua nhiều khó khăn, trong đó có việc gian lận của nhóm Hỏa tiễn bị bại lộ, Satoshi bị đánh bất tỉnh ở khu vực đô thị và Mamane phải đảm nhận vai trò của cậu, cuối cùng họ đã giành chiến thắng một cách thuyết phục. |           | |                       |                     |
| 986 | 42        | "Alola ở Kanto! Takeshi và Kasumi!!" "Kantō de Arōra! Takeshi to Kasumi!!" (カントーでアローラ! タケシとカスミ!!)                                                                          | 14 tháng 9 năm 2017   | 4 tháng 7 năm 2018  |
| Satoshi trở về vùng Kanto với bạn bè của cậu cùng với giáo sư Kukui và thầy hiệu trưởng của trường, trong một dự án đặc biệt về sự khác nhau giữa Pokémon vùng Alola và Kanto. Kasumi và Takeshi đã đón họ ở sân bay, và tính cách của Takeshi vẫn không thay đổi khi tận tình chăm sóc con Pokémon của Lillie, sau đó đuổi theo một cô tiếp viên hàng không xinh đẹp để tỏ tình... Nhóm bạn của Satoshi đã có một khoảng thời gian tuyệt vời khi tham quan phòng thí nghiệm của giáo sư Okido. Satoshi đã bị giẫm đạp bởi một đàn Kentauros, và anh ấy rất vui mừng khi được đoàn tụ với Fushigidane và Betbeton của mình. Kaki cùng với Lizardon đua với Gallop, sau đó Kaki rất thích thú khi được cưỡi lên Gallop. Mao và Amamaiko gặp chút khó khăn trong việc tương tác với Ruffresia của vùng Alola. Mamane và Togedemaru gặp rỡ Raichu của vùng Alola và nhận về cái kết rất "sốc"! Shiron được gặp Kyukon. Suiren và Ashimari gặp Jugon của vùng Kanto, sau đó họ bơi cùng Kasumi và các Pokémon hệ Nước khác. Còn Satoshi, Kasumi và Takeshi ôn lại những kỉ niệm cũ, và thật mừng là không có gì thay đổi (như việc Kasumi vẫn còn sợ Pokémon hệ Bọ). Nhóm Hỏa tiễn cũng quay trở về vùng Kanto theo lệnh của cấp trên, âm mưu của họ lần này là đánh cắp Pokémon của mọi người bằng một cỗ máy khổng lồ, kế hoạch ấy cũng giúp bộ ba Satoshi, Kasumi và Takeshi tái hợp lại, chiến đấu bên nhau với Lugarugan của Satoshi, Hitodeman của Kasumi và Crobat của Takeshi. Tuy nhiên, kế hoạch đã bị gián đoạn bởi Kiteruguma (nó đi từ vùng Alola đến Kanto bằng ba lô phản lực!?). Trận chiến kết thúc, tuy nhiên Purin xuất hiện làm cho mọi người ngủ thiếp đi, và nó đã vẽ những "kiệt tác" lên mặt họ! Một ngày nữa đã kết thúc, với những bữa ăn thịnh soạn do mẹ của Satoshi, Hanako và Pokémon của cô ấy, Mimey chế biến. Bữa tiệc ấy cũng bị theo dõi bởi một Pokémon rất đặc biệt: Mew! |           | |                       |                     |
| 987 | 43        | "Trận chiến ở nhà thi đấu! Tuyệt kỹ Z và tiến hóa Mega!!" "Jimu batoru! Z-Waza tai Mega Shinka!!" (ジムバトル! Zワザ対メガシンカ!!)                                                        | 21 tháng 9 năm 2017   | 5 tháng 7 năm 2018  |
| Ngày hôm trước nhóm bạn của Satoshi đã có trải nghiệm rất vui, nhưng ngày hôm nay niềm vui sẽ còn được nhân đôi thêm khi họ và Pokémon của họ đến nhà thi đấu của Kasumi ở thành phố Hanada. Sau khi giải thích về Thử thách hội quán và Liên minh Pokémon, giáo sư Kukui thông báo rằng cả lớp sẽ đối đầu với Kasumi và Takeshi tại nhà thi đấu này. Bắt đầu là 2 trận đấu tập giữa Mao, Amamaiko, Suiren, Ashimari với Kasumi, Koduck; Lillie, Shiron, Mamane, Togedemaru với Takeshi, Isitsubute. Sau đó là 2 trận đấu Hội quán thực thụ giữa Kaki với Takeshi và Satoshi với Kasumi, nhưng lần này cả hai trận được nâng lên tầm cao mới khi cả Takeshi và Kasumi đều sử dụng viên đá Mega để thực hiện Tiến hóa Mega. Ở trận đầu tiên, Kaki và Bakugames dù sử dụng Tuyệt kỹ Z "Lửa thiêng bùng nổ" nhưng không thể tránh khỏi thất bại trước Haganeil dạng Tiến hóa Mega của Takeshi. Trận đấu thứ hai diễn ra rất gay cấn khi cả hai đều phô diễn sức mạnh của mình, nhưng Satoshi nhờ những nước đi táo bạo của mình đã cùng Pikachu đánh bại Haganeil dạng Tiến hóa Mega của Kasumi bằng Tuyệt kỹ Z "Lôi thần sấm". |           | |                       |                     |
| 988 | 44        | "Satoshi và Hoshigumo! Cuộc gặp gỡ kỳ lạ!!" "Satoshi to Hoshigumo! Fushigina deai!!" (サトシとほしぐも! 不思議な出会い!!)                                                                  | 5 tháng 10 năm 2017   |                     |
| Satoshi thức dậy với vẻ đầy bối rối và mệt mỏi sau khi trải qua giấc mơ kì lạ về cuộc gặp gỡ với hai Pokémon huyền thoại Solgaleo và Lunala. Trên đường đi đến trường, cậu đã bị Kapu-Kokeko theo dõi, và sau đó nó đã dẫn cậu đến gặp một con Pokémon nhỏ nhắn với thân hình như một đám mây đầy sao, ngay cả Rotom cũng không thể nhận dạng được đó là Pokémon nào. Satoshi bèn đưa Pokémon kì lạ ấy đến trường, nhưng không ai trong trường có thể nhận dạng nó, và họ nghĩ rằng đây có lẽ là một Loài Pokémon hoàn toàn mới. Lillie đặt tên cho nó là Hoshigumo dựa trên đặc điểm về hình dáng của nó. Con Pokémon mới này đã gây chú ý đến mẹ của Lillie, Lusamine, người đứng đầu Tổ chức Aether (một tổ chức nhằm che chở Pokémon khỏi các mối đe dọa khác nhau). Cô và đồng nghiệp của cô đến gặp Satoshi và đề nghị được chăm sóc và nghiên cứu Hoshigumo, nhưng Satoshi do đã hứa với Solgaleo và Lunala trong giấc mơ nên cậu đã từ chối lời đề nghị này nên danh tính thực sự của Hoshigumo vẫn còn là một bí ẩn. |           | |                       |                     |
| 989 | 45        | "Hoshimugo hoảng loạn! Dịch chuyển bất thình lình!!" "Hoshigumo panikku! Terepōto wa totsuzen ni!!" (ほしぐもパニック! テレポートは突然に!!)                                               | 12 tháng 10 năm 2017  |                     |
| Hôm nay lớp học của Satoshi tập nặn đất sét thành các Pokémon khác nhau, nhưng trong khi họ đang học, Hoshigumo lại chơi đùa cùng họ và vô tình dịch chuyển họ đến nơi khác từng người một. Và họ sớm nhận ra rằng Hoshigumo đã dùng "Dịch chuyển tức thời" để đưa họ đến những nơi mà họ đang nghĩ đến. Trong khi đó băng Hỏa tiễn đang ở gần đó với mục đích bắt bằng được Hoshigumo. Thật đúng lúc, Hoshigumo đã dịch chuyển Satoshi và Pikachu đến đúng chỗ của họ,một trận chiến đã diễn ra với phần thắng thuộc về băng Hỏa tiễn. Đúng lúc họ đang ăn mừng chiến thắng, Hoshigumo lại đưa họ đến đúng chỗ của Kiteruguma và để xổng mất nó. Vì nhớ Satoshi, Hoshigumo đã tự dịch chuyển về vòng tay của Satoshi, trở về với người bạn của nó. |           | |                       |                     |
| 990 | 46        | "Metamon biến thân, tìm kiếm 'mon!!" "Henshin Metamon, sagasundamon!" (変身メタモン、探すんだモン!)                                                                                        | 19 tháng 10 năm 2017  |                     |
| Nhóm của Satoshi đến thăm Thiên đường Aether, một phần của Tổ chức Aether do mẹ của Lillie, Lusamine đứng đầu. Ở đây có một khu vườn rộng lớn với rất nhiều loài Pokémon trú ngụ, nhóm bạn của Satoshi được giáo sư Burnet giao nhiệm vụ tiêm chủng cho một đàn Metamon. Không may, một con Metamon do sợ bị tiêm đã trốn thoát, dẫn đến cả nhóm phải tiến hành một cuộc rượt đuổi khi nó liên tục biến hình. Họ cuối cùng cũng bắt được khi nó biến hình thành Shiron-được phát hiện khi Lillie nhận ra cô không thể chạm vào nó. Trong khi đó, băng Hỏa tiễn đã ngụy trang thành nhân viên tại đây để theo dõi Hoshigumo thì họ vô tình bước vào phòng thí nghiệm bí ẩn của Sauboh! |           | |                       |                     |
| 991 | 47        | "Glazio và Silvady! Mặt nạ cảnh báo!!" "Gurajio to Shiruvadi! imashime no kamen!!" (グラジオとシルヴァディ! 戒めの仮面!!)                                                                  | 26 tháng 10 năm 2017  |                     |
| 992 | 48        | "Toàn lực tạo dáng tại buổi tiệc ngủ!!" "Zenryoku pozu deo tomarikai!" (ゼンリョクポーズでお泊まり会!)                                                                                     | 2 tháng 11 năm 2017   |                     |
| 993 | 49        | "Lillie và Silvady! Sống lại ký ức!!" "Rīrie to Shiruvadi yomi ga eru kioku!" (ゼンリョクポーズでお泊まり会!)                                                                              | 9 tháng 11 năm 2017   |                     |
| 994 | 50        | "Sauboh phản công! Hoshigumo bị bắt cóc!!" "Zaobo no gyakushu! Sarawareta Hoshigumo!" (ザオボーの逆襲! さらわれたほしぐも!)                                                                | 16 tháng 11 năm 2017  |                     |
| 995 | 51        | "Lillie hoạt bát! Xác định kẻ trốn chạy!!" "Ganba Ririe! Ketsui no iede!" (がんばリーリエ! 決意の家出!!)                                                                                   | 23 tháng 11 năm 2017  |                     |
| 996 | 52        | "Án thờ Mặt trời! Solgaleo hạ trần!!" "Nichirin no saidan! Sorugareo kōrin!" (日輪の祭壇! ソルガレオ降臨!!)                                                                                | 30 tháng 11 năm 2017  |                     |
| 997 | 53        | "Khẩn trương! Tác chiến giải cứu Lusamine!!" "Isoge! Ruzamīne kyūshutsu dai sakusen!!" (急げ! ルザミーネ救出大作戦!!)                                                                      | 7 tháng 12 năm 2017   |                     |
| 998 | 54        | "Bừng sáng, vòng Z-Power! Điện 10 triệu vôn siêu tổng lực!!" "Kagayake Z pawa ringu! cho zenryoku no 1000 man boruto!!" (輝けZパワーリング！超ゼンリョクの1000まんボルト！！)              | 14 tháng 12 năm 2017  |                     |
| 999 | 55        | "Cảm ơn, Solgaleo! Hoshigumo của chúng ta!!" "Arigato Sorugareo! oretachi no Hoshigumo!!" (ありがとうソルガレオ！俺たちのほしぐも！！)                                                     | 21 tháng 12 năm 2017  |                     |
| 1000 | 56        | "Thánh ngủ, bí mật của Nekkoala!" "Neru ko wa tsuyoi, nekkoala no himitsu!" (寝る子は強い、ネッコアラの秘密！)                                                                             | 28 tháng 12 năm 2017  |                     |
| 1001 | 57        | "Rotom, thay đổi hình dạng không ngừng!" "rotomu, forumu chenji ga tomaranai!" (ロトム、フォルムチェンジが止まらない！)                                                                    | 11 tháng 1 năm 2018   |                     |
| 1002 | 58        | "Đừng khóc, Hidoide!" "Nakanaide Hidoide!" (泣かないでヒドイデ！) | 18 tháng 1 năm 2018   |                     |
| 1003 | 59        | "Mao và Suiren, những kỷ niệm buồn vui!" "Mao soshite Suiren: Amai omoide!" (マオそしてスイレン: 甘い思い出!)                                                                              | 25 tháng 1 năm 2018   |                     |
| 1004 | 60        | "Lillie vút bay lên bầu trời! Giải đấu cú nhảy trượt tuyết Pokémon!" "kūki o tsukinuketeimasu ！ pokeddojanputōnamento ！" (空気を突き抜けています！ ポケッドジャンプトーナメント！)       | 1 tháng 2 năm 2018    |                     |
| 1005 | 61        | "Khởi hành! Đội bảo hộ Ultra!" "shuppatsu suru! anata wa watashitachi no urutora gadiandesu!" (出発する！あなたは私たちのウルトラガーディアンです！)                                       | 8 tháng 2 năm 2018    |                     |
| 1006 | 62        | "Nyasu tà ác là Alola Nyasu!?" "aku no nyasu wa arora nyasu!?" (悪のニャースはアローラニャース！？)                                                                                        | 15 tháng 2 năm 2018   |                     |
| 1007 | 63        | "Bùng cháy lên, Nyabby! Hạ gục Gaogaen!" "moeagare nyabby! dato gaogaen!!" (燃え上がれニャビー！打倒ガオガエン！！)                                                                        | 22 tháng 2 năm 2018   |                     |
| 1008 | 64        | "Satoshi và Nagetukesaru! Cú ghi điểm của tình bạn!!" "Satoshi to nagetsukesaru! yujo no tacchidaun ！ ！" (サトシとナゲツケサル！友情のタッチダウン！！)                                  | 1 tháng 3 năm 2018    |                     |
| 1009 | 65        | "Ilima và Ibui xuất hiện!!" "Irima to ibui ma irima su!!" (イリマとイーブイまイリマす！！)                                                                                                 | 8 tháng 3 năm 2018    |                     |
| 1010 | 66        | "Cú giao bóng nhiệt huyết! Giải đấu bóng bàn Pokémon mãnh liệt!" "sukecchi de sumasshu! gekito pokepinpon!" (スケッチでスマッシュ！激闘ポケピンポン!)                                      | 15 tháng 3 năm 2018   |                     |
| 1011 | 67        | "Tình yêu tỏa sáng! Bevenom xoay vòng vòng!!" "pikapika dai suki! kurukuru bebenomu!!" (ピカピカだいすき！くるくるベベノム!!)                                                              | 22 tháng 3 năm 2018   |                     |
| 1012 | 68        | "Trải nghiệm việc làm! 24 giờ ở Trung tâm Pokémon!!" "o shigoto taiken! pokemonsenta 24 ji!" (お仕事体験！ポケモンセンター24時!!)                                                          | 5 tháng 4 năm 2018    |                     |
| 1013 | 69        | "Tàu ngôi sao lấp lánh Takkaguya!" "kagayake hoshi fune tekkaguya!" (輝け星舟テッカグヤ!)                                                                                                  | 12 tháng 4 năm 2018   |                     |
| 1014 | 70        | "Bảo vệ trang trại! Lam Hỏa phản công!!" "bokujo o mamore gyakushu no aoki hono!!" (牧場を守れ！逆襲の蒼き炎!!)                                                                            | 19 tháng 4 năm 2018   |                     |
| 1015 | 71        | "Shizukumo, bắt lấy Suiren!" "Shizukumo, suirengettoda ze!" (シズクモ、スイレンゲットだぜ!)                                                                                                | 26 tháng 4 năm 2018   |                     |
| 1016 | 72        | "Nhào lên, nhào xuống! Bùng cháy đi nào, gia đình Mao!!" "Panpakapan! Moeyo mao famiri!!" (パンパカパーン！燃えよマオファミリー！！)                                                       | 26 tháng 4 năm 2018   |                     |
| 1017 | 73        | "Nhóm Hỏa tiễn tham quan đảo!? Lấy được vòng Z!!" "Rokettodan no shima meguri!? Z ringu o getto seyo!!" (ロケット団の島めぐり！？Zリングをゲットせよ！！)                                  | 3 tháng 5 năm 2018    |                     |
| 1018 | 74        | "Lão ông là Đảo Vương!?" "Cho ̄waru oyaji wa shima kingu! ?" (ちょーワルおやじはしまキング！？)                                                                                             | 10 tháng 5 năm 2018   |                     |
| 1019 | 75        | "Kapu-Bulul! Buổi tập huấn siêu lười biếng!!" "Kapu-Bulul ！ gu tara mō tokkun ！ ！" (カプ・ブルル！ぐーたらモー特訓！！)                                                                 | 17 tháng 5 năm 2018   |                     |
| 1020 | 76        | "Trận chiến quyết định! Pikachu đối đầu với Mimikkyu!!" "sūpā kessen ！ Pikachū VS Mimikkyu ！ ！" (スーパー決戦！ピカチュウVSミミッキュ！！)                                              | 24 tháng 5 năm 2018   |                     |
| 1021 | 77        | "Đại thử thách của Kuchinashi! Rugarugan thức tỉnh!!" "kuchinashi no dai shiren ！ Lugarugan kakusei ！ ！" (クチナシの大試練！ルガルガン覚醒！！)                                         | 31 tháng 5 năm 2018   |                     |
| 1022 | 78        | "Đụng độ Quái thú Ultra! Tác chiến lách tách bùm bùm!!" "gekitotsu urutorabīsuto ！ dondonbachibachi dai sakusen ！ ！" (激激突ウルトラビースト！ドンドンバチバチ大作戦！！)               | 7 tháng 6 năm 2018    |                     |
| 1023 | 79        | "Meteno và Bevenom, lời hứa tan biến vào bầu trời đầy sao!" "Meteno to bevenom, hoshizora ni kieta yakusoku!" (メテノとベベノム、星空に消えた約束！)                                       | 14 tháng 6 năm 2018   |                     |
| 1024 | 80        | "Bão cát! Trận đấu đôi trong hang băng!!" "Sando no arashi! Hyōketsu no daburubatoru! !" (サンドの嵐！氷穴のダブルバトル！！)                                                              | 28 tháng 6 năm 2018   |                     |
| 1022 | 81        | "Tuổi trẻ rực cháy của Alola! Ngày ra đời của Satoshi hoàng gia!!" "Arōra no wakaki honō! Roiyarusatoshi tanjō! !" (アローラの若き炎！ロイヤルサトシ誕生！！)                              | 5 tháng 7 năm 2018    |                     |
| 1023 | 82        | "Vũ điệu nhảy múa là vũ điệu tiến hóa?" "Dansu dansu de shinka sen ka?" (ダンスダンスで進化せんか？)                                                                                       | 19 tháng 7 năm 2018   |                     |
| 1024 | 83        | "Satoshi thu nhỏ!" "Satoshi, chīsaku naru!" (サトシ、ちいさくなる) | 26 tháng 7 năm 2018   |                     |
| 1025 | 84        | "Hình dáng gia đình, cảm xúc của Bevenom!" "Kazoku no katachi, bebenomu no kimochi!" (家族のカタチ、ベベノムのキモチ！)                                                                    | 2 tháng 8 năm 2018    |                     |
| 1026 | 85        | "Nhảy và trèo, Tundetunde!!" "Tonde no botte, Tundetunde!" (トンデノボッテ、ツンデツンデ！)                                                                                                | 9 tháng 8 năm 2018    |                     |
| 1027 | 86        | "Tớ chọn nơi đây! Thiên đường suối nước nóng Pokémon!!" "Koko ni kimeta! Pokemon yukemuri paradaisu!!" (ココにきめた！ポケモン湯けむりパラダイス！！)                                      | 16 tháng 8 năm 2018   |                     |
| 1028 | 87        | "Alola gặp nguy! Bóng tối bao trùm ánh sáng!!" "Arōra no kiki! Kagayaki o kurau yami!!" (アローラの危機！かがやきを喰らう闇！！)                                                           | 23 tháng 8 năm 2018   |                     |
| 1029 | 88        | "Lunala đối đầu với Quái thú Ultra đen! Trận chiến đêm trăng tròn!!" "Runaāra tai UB:Burakku! Mangetsu no tatakai!!" (ルナアーラ対UB:BLACK！満月の戦い！！)                                | 30 tháng 8 năm 2018   |                     |
| 1030 | 89        | "Lăng kính của ánh sáng và bóng tối, tên tớ là Nekurozuma!!" "Hikari to yami no purizumu, sononaha Nekurozuma!!" (光と闇のプリズム、その名はネクロズマ！！)                                | 6 tháng 9 năm 2018    |                     |
| 1031 | 90        | "Kết nối với tương lai! Truyền thuyết về Chúa tể ánh sáng!!" "Mirai e tsunage! Kagayaki-sama no densetsu!!" (未来へつなげ！かがやきさまの伝説！！)                                         | 13 tháng 9 năm 2018   |                     |
| 1032 | 91        | "Cơn địa chấn Pikachu! Thung lũng Pikachu!!" "Tairyō hassei-chu! Pikachu no tani!!" (大量発生チュウ！ピカチュウのたに！！)                                                                 | 7 tháng 10 năm 2018   |                     |
| 1033 | 92        | "Sự tuyệt vọng của Kukui! Một Mặt nạ hoàng gia khác!!" "Kukui zettazetsumei! Mõhitori no roiyarumasuku!!" (ククイ絶体絶命！もう一人のロイヤルマスク！！)                                   | 14 tháng 10 năm 2018  |                     |
| 1034 | 93        | "Dũng giả Lillie và cây gậy Alola!" "Yūsha ririeru to arōra no tsue!" (勇者リリエルとアローラの杖！)                                                                                       | 21 tháng 10 năm 2018  |                     |
| 1035 | 94        | "Đại tập hợp các Pokémon ma! Ngôi nhà ma của mọi người!!" "Gōsutopokemon dai shūgō! Min'na no obakeyashi!!" (ゴーストポケモン大集合！みんなのお化け屋敷！！)                               | 28 tháng 10 năm 2018  |                     |
| 1036 | 95        | "Núi lửa Wela, Golone, Golonya và người leo núi!" "Vu~era kazan, gorōngorōnya ya ma o toko!" (ヴェラ火山、ゴローンゴローニャやまおとこ！)                                                  | 4 tháng 11 năm 2018   |                     |
| 1037 | 96        | "Nhóm Hỏa tiễn và Nuikoguma!" "Roketto-dan to nuikoguma!" (ロケット団とヌイコグマ) | 11 tháng 11 năm 2018  |                     |
| 1038 | 97        | "Nghệ nhân Fukuthrow! Mokuro ngủ say zzz!!!" "Takumi no fukusurō! ! ! Nemuri no mokurō zzz" (匠のフクスロー！！！眠りのモクローzzz)                                                        | 18 tháng 11 năm 2018  |                     |
| 1039 | 98        | "Bộ đôi chia tay!? Satoshi và Rotom!!" "Konbi kaisan! ? Satoshi to rotomu! !" (コンビ解散！？サトシとロトム)                                                                               | 25 tháng 11 năm 2018  |                     |
| 1040 | 99        | "Ibui, cậu đi đâu thế? Bất cứ đâu để gặp được cậu!" "Ībui doko iku no? Ano ko ni ai ni doko made mo!" (イーブイどこいくの？あのコに会いにどこまでも！)                                     | 2 tháng 12 năm 2018   |                     |
| 1041 | 100       | "Tia sét chém đôi cơn gió! Tên nó là Zeraora!!" "Kaze o tatsu inazuma! Sononaha zeraora!!" (風を断つ稲妻！その名はゼラオラ！！)                                                            | 9 tháng 12 năm 2018   |                     |
| 1042 | 101       | "Cháy lên! Tình bạn của bộ đôi Gigavolt lóe sáng!!" "Hanate! Yūjō no tsuinsupākingugigaboruto!" (放て！友情のツインスパーキングギガボルト！！)                                             | 16 tháng 12 năm 2018  |                     |
| 1043 | 102       | "Alola ở Alola! Takeshi và Kasumi!!" "Arōra de arōra! Takeshi to Kasumi! !" (アローラでアローラ！タケシとカスミ！)                                                                         | 23 tháng 12 năm 2018  |                     |
| 1044 | 103       | "Trái tim nóng bỏng phá vỡ đất đá! Laichi và Takeshi!!" "Iwa o mo kudaku atsuki hāto! Raichi to Takeshi!" (岩をも砕く熱きハート！ライチとタケシ！！)                                       | 6 tháng 1 năm 2019    |                     |
| 1045 | 104       | "Tự do nghiên cứu ở Đảo Poni! Tìm kiếm Đảo Vương!!" "Kapu Rehire no kirinonakade" (カプ・レヒレの霧の中で)                                                                                 | 13 tháng 1 năm 2019   |                     |
| 1046 | 105       | "Rugarugan thách đấu! Satoshi đối đầu với Glazio!!" "Rugarugan kessen! Satoshi VS Gurajio! !" (ルガルガン決戦！サトシVSグラジオ！！)                                                       | 20 tháng 1 năm 2019   |                     |
| 1047 | 106       | "Có biển cả, có hẻm núi! Huấn luyện Pokémon tiến hóa!!" "Umi ari tani ari! Pokemon shinka dai tokkun! !" (海あり谷あり！ポケモン進化大特訓！！)                                            | 27 tháng 1 năm 2019   |                     |
| 1048 | 107       | "Chạy đi, Kaki! Vượt lên chính mình!!" "Hashire kaki! Onore o koete! !" (走れカキ！己を超えて！！)                                                                                         | 3 tháng 2 năm 2019    |                     |
| 1049 | 108       | "Kapu-Rehire trong làn sương!" "Kapu Rehire no kirinonakade" (カプ・レヒレの霧の中で) | 10 tháng 2 năm 2019   |                     |
| 1050 | 109       | "Đảo Hậu ra đời! Đại thử thách của Satoshi!!" "Shima kuīn tanjō! Satoshi no dai shiren! !" (しまクイーン誕生！サトシの大試練！！)                                                          | 17 tháng 2 năm 2019   |                     |
| 1051 | 110       | "Một cú đánh gôn Pokémon!" "Pokegorufu de hōruinwan!" (ポケゴルフでホールインワン！) | 24 tháng 2 năm 2019   |                     |
| 1052 | 111       | "Đặt chân đến Alola! Khủng hoảng kim loại!!" "Arōra jōriku! Tarutarumetarupanikku! !" (アローラ上陸！タルタルメタルパニック！！)                                                           | 3 tháng 3 năm 2019    |                     |
| 1053 | 112       | "Phát hiện chủng loài mới! Thu phục Meltan!!" "Shinshu hakken! Merutan, Gettoda ze! !" (新種発見！メルタン、ゲットだぜ！！)                                                                | 10 tháng 3 năm 2019   |                     |
| 1054 | 113       | "Chương trình mới!? Giai điệu của Koiking tí hon!!" "Shin bangumi! ? Chīsana koikingu no merodi! !" (新番組！？小さなコイキングのメロディ)                                                 | 17 tháng 3 năm 2019   |                     |
| 1055 | 114       | "Người đẹp và Nyasu!!" "Byūtī Ando nyāsu! !" (ビューティー・アンド・ニャース！ ！) | 24 tháng 3 năm 2019   |                     |
| 1056 | 115       | "Vua hủy diệt Guzma!" "Hakai no teiō guzuma!" (破壊の帝王グズマ！) | 31 tháng 3 năm 2019   |                     |
| 1057 | 116       | "Lillie và bí mật của công chúa siêu máy móc!" "Rīrie to himitsu no kikō hime!" (リーリエと秘密の機巧姫！)                                                                                 | 7 tháng 4 năm 2019    |                     |
| 1058 | 117       | "Shaymin, Meltan, Nagisa! Những nhà thám hiểm bị lạc!!" "Sheimi, Merutan, Nagisa! Maigo no Tanken-tai!!" (シェイミ、メルタン、ナギサ！迷子の探検隊！！)                                    | 14 tháng 4 năm 2019   |                     |
| 1059 | 118       | "Tiến tới ải cuối cùng! Hội quán Rồng bộc phá!!" "Saijōkai o Mezase! Bakuon no Doragonjimu! !" (最上階を目指せ！爆音のドラゴンジム！！)                                                    | 21 tháng 4 năm 2019   |                     |
| 1060 | 119       | "Cuộc đua Kuwagannon siêu nhanh! Mamane thức tỉnh!!" "Chōsoku no Kuwagannon! Māmane Kakusei! !" (超速のクワガノン！マーマネ覚醒！！)                                                       | 28 tháng 4 năm 2019   |                     |
| 1061 | 120       | "Suiren câu được Kyogre!?" "Suiren, Kaiōga wo Tsuru!?" (スイレン、カイオーガを釣る！？) | 5 tháng 5 năm 2019    |                     |
| 1062 | 121       | "Mao quyết tâm! Quán cà phê Pokémon trong rừng!!" "Mao funtō! Mori no pokemon kafe! !" (マオ奮闘！森のポケモンカフェ！！)                                                                  | 12 tháng 5 năm 2019   |                     |
| 1063 | 122       | "Ta sẽ theo dõi bọn mi! Nhóm Hỏa tiễn hình thái Alola!!" "Kanshi shimasu! Roketto-dan arōra no su gata! !" (監視します！ロケット団アローラのすがた！！)                                    | 19 tháng 5 năm 2019   |                     |
| 1064 | 123       | "Làm chủ tuyệt kĩ Z! Trại hè rực lửa của Kaki!!" "Z Waza o kiwamero! Shakunetsu no kaki gasshuku! !" (Zワザを極めろ！灼熱のカキ合宿！！)                                                   | 26 tháng 5 năm 2019   |                     |
| 1065 | 124       | "Lưỡi sắt hoàn hảo! Kamitsurugi xuất hiện!!" "Kireaji batsugun! Kamitsurugi kenzan! !" (切れ味バツグン！カミツルギ見参！！)                                                                | 2 tháng 6 năm 2019    |                     |
| 1066 | 125       | "Satoshi, cuộc chạm trán vượt thời gian!" "Satoshi, Toki wo koeta deai!" (サトシ、時を超えた出会い！)                                                                                      | 9 tháng 6 năm 2019    |                     |
| 1067 | 126       | "Hành trình hồi hộp của Pikachu!" "Pikachu no Dokidoki Tankentai!" (ピカチュウのドキドキ探検隊！)                                                                                          | 16 tháng 6 năm 2019   |                     |
| 1068 | 127       | "Glazio và Lillie! Truy đuổi hình bóng của một người cha!!" "Glazio to Ririe! Chichi no genei wo otte!!" (グラジオとリーリエ！父の幻影を追って！！)                                        | 23 tháng 6 năm 2019   |                     |
| 1069 | 128       | "Khai mạc! Giải Liên Minh Pokémon ở Alola!!" "Kaimaku! Arora de Pokemon Rĩgu!!" (開幕！アローラポケモンリーグ！！)                                                                         | 30 tháng 6 năm 2019   |                     |
| 1070 | 129       | "Lên nào! Cuộc chiến hoàng gia 151!!" "Dai rantō! Batoru roiyaru 151! !" (大乱闘！バトルロイヤル151！！)                                                                                   | 7 tháng 7 năm 2019    |                     |
| 1071 | 130       | "Mao và Suiren! Toàn lực siêu sức mạnh trong trận chiến hữu nghị!!" "Mao to suiren! Yūjō no zenryokubatoru! !" (マオとスイレン！友情のゼンリョクバトル！！)                                | 14 tháng 7 năm 2019   |                     |
| 1072 | 131       | "Musashi đấu với Kojiro! Chiến trường của sự thật và tình yêu!!" "Musashi VS Kojirō! Ai to shinjitsu no batorufīrudo! !" (ムサシVSコジロウ！愛と真実のバトルフィールド！！)                | 21 tháng 7 năm 2019   |                     |
| 1073 | 132       | "Vượt qua Junaiper!" "Junaipā o kōryaku seyo!" (ジュナイパーを攻略せよ！) | 28 tháng 7 năm 2019   |                     |
| 1074 | 133       | "Trận chiến Pokémon chim! Chim dũng mãnh VS Thần Điểu!" "Tori-jō kessen! Bureibubādo VS goddobādo! !" (鳥上決戦！ブレイブバードVSゴッドバード！！)                                         | 4 tháng 8 năm 2019    |                     |
| 1075 | 134       | "Tất cả đều tràn đầy sức mạnh! Con đường dẫn đến vòng bán kết!!" "Min'na zenryoku! Junkesshō e no michi! !" (みんなゼンリョク！準決勝への道！！)                                           | 11 tháng 8 năm 2019   |                     |
| 1076 | 135       | "Vòng bán kết! Kaki đấu với Glazio!!" "Junkesshō! Kaki tai Gurajio! !" (準決勝!カキ対グラジオ! !)                                                                                          | 18 tháng 8 năm 2019   |                     |
| 1077 | 136       | "Ngọn lửa bùng cháy! Đối thủ không bao giờ đơn độc!!" "Moeagaru honō! Raibaru wa hitori janai! !" (燃え上がる炎！ライバルはひとりじゃない！！)                                             | 25 tháng 8 năm 2019   |                     |
| 1078 | 137       | "Vua hủy diệt Guzma bất khả chiến bại!" "Muhai no teiō guzuma!" (無敗の帝王グズマ！) | 1 tháng 9 năm 2019    |                     |
| 1079 | 138       | "Trận chung kết! Quyết chiến với đối thủ mạnh nhất!!" "Kesshōsen! Saikyō raibaru taiketsu! !" (決勝戦！最強ライバル対決！！)                                                               | 8 tháng 9 năm 2019    |                     |
| 1080 | 139       | "Lộ diện! Nhà vô địch vùng Alola!" "Tanjō! Arōra no hasha! !" (誕生！アローラの覇者！！)                                                                                                   | 15 tháng 9 năm 2019   |                     |
| 1081 | 140       | "Cuộc xâm lược của Akuziking! Trận chiến Tuyệt kỹ Z đỉnh nhất!!" "Akujikingu shūrai! Z Waza daisakusen! !" (アクジキング襲来！Zワザ大決戦！！)                                             | 22 tháng 9 năm 2019   |                     |
| 1082 | 141       | "Trận chiến cuối cùng! Satoshi đấu với Giáo sư Kukui!" "Fainarubatoru! Satoshi tai Kukui! !" (ファイナルバトル！サトシ対ククイ！！)                                                        | 29 tháng 9 năm 2019   |                     |
| 1083 | 142       | "Bốc cháy! Bùng dậy!! Trận chiến toàn diện!!!" "Moeru! Minagiru! ! Furubatoru! ! !" (燃える！みなぎる！！フルバトル！!！)                                                                  | 6 tháng 10 năm 2019   |                     |
| 1084 | 143       | "Kết thúc! Gaogaen đấu với Nyaheat!!" "Ketchaku! Gaogaen VS nyahīto! !" (決着！ガオガエンVSニャヒート！！)                                                                                 | 13 tháng 10 năm 2019  |                     |
| 1085 | 144       | "Tuyệt kỹ Z mạnh nhất vùng Alola! Kapu-Kokeko đấu với Pikachu!!" "Arōra saikyō no Z! Kapu kokeko VS Pikachū! !" (アローラ最強のZ！カプ・コケコVSピカチュウ！！)                            | 20 tháng 10 năm 2019  |                     |
| 1086 | 145       | "Mặt Trời, Mặt Trăng, và ước mơ của mỗi người!" "Taiyō to tsuki to, min'na no yume!" (太陽と月と、みんなの夢！)                                                                            | 27 tháng 10 năm 2019  |                     |
| 1087 | 146       | "Cảm ơn, Alola! Hành trình của riêng mỗi người!!" "Arigatou Arora! Sorezore no tabitachi!!" (ありがとうアローラ！それぞれの旅立ち！！)                                                     | 3 tháng 11 năm 2019   |                     |

## Phát hành

### Tiếng Nhật
| Vol      | Tập | Ngày phát hành      | Tham khảo |
| -------- | --- | ------------------- | --------- |
| Volume 1 | 1—3 | 24 tháng 5 năm 2017 | [ 5 ]     |
| Volume 2 | 4—6 | 24 tháng 5 năm 2017 | [ 6 ]     |
| Volume 3 | 7—9 | 21 tháng 6 năm 2017 | [ 7 ]     |

### Tiếng Anh
| Phần                                    | Tập | Ngày phát hành      | Tham khảo |
| --------------------------------------- | --- | ------------------- | --------- |
| Pokemon The Series: Sun & Moon Complete |     | 6 tháng 11 năm 2018 | [ 8 ]     |
| Pokemon Sun & Moon Ultra Adventures     |     | 21 tháng 5 năm 2019 | [ 9 ]     |